# София (светица)
Вижте пояснителната страница за други личности с името София.
Вижте пояснителната страница за други личности с името Света София.
София е християнска светица, почитана от Източноправославната църква на 17 септември.
Според преданието е била благочестива християнка, която след овдовяването си посветила грижите си на своите 3 дъщери – мъчениците Вяра, Надежда и Любов (в деня на смъртта им съответно са на 12, 10 и 9 години).
Заради привързаността си към християнството св. София и нейните дъщери са жестоко наказани от римската власт по време на гоненията срещу християните. Значението на разказа обаче остава непроменено. Според някои изследователи става дума за компилация между житията на различни светци.
Премъдрост Божия е сред епитетите на Иисус Христос и храмовете с името „Света София“ са посветени на Божия син, а не на света мъченица София. София (Мъдрост) е Премъдростта Божия, на която именно е кръстена светата мъченица, а не обратното, затова и нейните дъщери носят имената на основните „плодове“ на Духа (Мъдростта), а именно Вяра, Надежда и Любов.

## Памет
На света София е наречена улица в Центъра на София (Карта).